# Géza Csapó
Géza Csapó (Szolnok, 29 dicembre 1950 – Seghedino, 14 settembre 2022) è stato un canoista ungherese.

## Biografia
Prese parte a due edizioni olimpiche: nel 1976 vinse la medaglia d'argento e nel 1092 quella di bronzo.
Nel 1973 era stato proclamato sportivo dell'anno nel suo Paese, avendo vinto tre medaglie ai campionati mondiali.

## Palmarès

### Olimpiadi
- 2 medaglie:
  - 1 argento (Montréal 1976 nel K-1 1000 m)
  - 1 bronzo (Monaco di Baviera 1972 nel K-1 1000 m)

### Mondiali
- 11 medaglie:
  - 6 ori (Belgrado 1971 nel K-1 4x500 m; Tampere 1973 nel K-1 500 m; Tampere 1973 nel K-1 1000 m; Tampere 1973 nel K-2 10000 m; Città del Messico 1974 nel K-1 1000 m; Belgrado 1975 nel K-1 500 m)
  - 2 argenti (Tampere 1973 nel K-1 4x500 m; Città del Messico 1974 nel K-1 500 m)
  - 3 bronzi (Copenaghen 1970 nel K-1 4x500 m; Belgrado 1971 nel K-4 1000 m; Sofia 1977 nel K-2 500 m)